# بوي دو فو
بوي دو فو هي مدينة ترفيهية تاريخية تقع في قلب منطقة ةبايي دو لا لوار غرب فرنسا يزور المدينة سنوياً 2 مليون زائر وهي بذلك في المرتبة الثانية بعد باريس ديزني لاند من حيث عدد الزوار.